# Adventure Island (аквапарк)
Adventure Island (с англ. — «Остров приключений», читается Эдве́нчер А́йлэнд) — аквапарк, расположенный недалеко от города Тампа, Флорида, США.
На территории в 12,14 км² расположено 16 аттракционов, 5 кафе и другие развлечения. Парк был открыт 7 июня 1980 года и принадлежит корпорации SeaWorld Parks & Entertainment, дочерней компании Anheuser-Busch.

## Аттракционы
- Aruba Tuba
- Calypso Coaster
- Caribbean Corkscrew
- Everglides
- Gulf Scream
- Key West Rapids
- Riptide
- Runaway Rapids
- Wahoo Run
- Water Moccasin

## Развлечения
- Endless Surf
- Fabian’s Funport
- Paradise Lagoon
- Rambling Bayou
- Spike Zone
- Splash Attack

## Кафе
- Surfside Cafe
- Mango Joes'
- Surfside Ice Cream
- Gulf Scream Ice Cream
- Bayou Beach Club